# Ripley (New York)
Ripley è un comune degli Stati Uniti d'America, situato nello stato di New York, nella contea di Chautauqua.